# Кућа породице Перлић
Кућа породице Перлић се налази у Дудовици, насељеном месту на територији градске општине Лазаревац. Подигнута је у средином 19. века и представља непокретно културно добро као споменик културе.
Кућа породице Перлић, настала је као гостинска кућа у склопу зграда породичне задруге, заједно са шеснаест грађевина, међу којима је била старија кућа са огњиштем, вајати, млекара и кош. Процес трансформације задруге, као социолошког феномена на овим просторима, такође је могуће пратити и сагледати на примеру богате породице Перлић и њихове куће која грађевинским променама прати промене у организацији и начину живота својих власника.
Природни материјали од којих је направљена, дрво, земља, камен, примењен конструктивни склоп, организација простора унутар куће, могућност трансформације, као и габарит великих димензија, квалитети су који ову кућу издвајају од осталих кућа на подручју Лазаревца.